# Město Albrechtice
Pour les articles homonymes, voir Albrechtice.
Město Albrechtice (en polonais : Miasto Albrechcice ; en allemand : Olbersdorf ) est une ville du district de Bruntál, dans la région de Moravie-Silésie, en République tchèque. Sa population s'élevait à 3 415 habitants en 2024.

## Géographie
Město Albrechtice se trouve près de la frontière avec la Pologne, à 12 km au nord-ouest de Bruntál, à 63 km au nord-ouest d'Ostrava et à 225 km à l'est de Prague.
La commune est limitée par Petrovice, Janov, Jindřichov et Třemešná au nord, par Slezské Rudoltice et la Pologne à l'est, par Krnov au sud-ouest, par Hošťálkovy au sud, et par Holčovice et Heřmanovice à l'ouest.

## Histoire
La première mention écrite de la localité date de 1377.

## Patrimoine

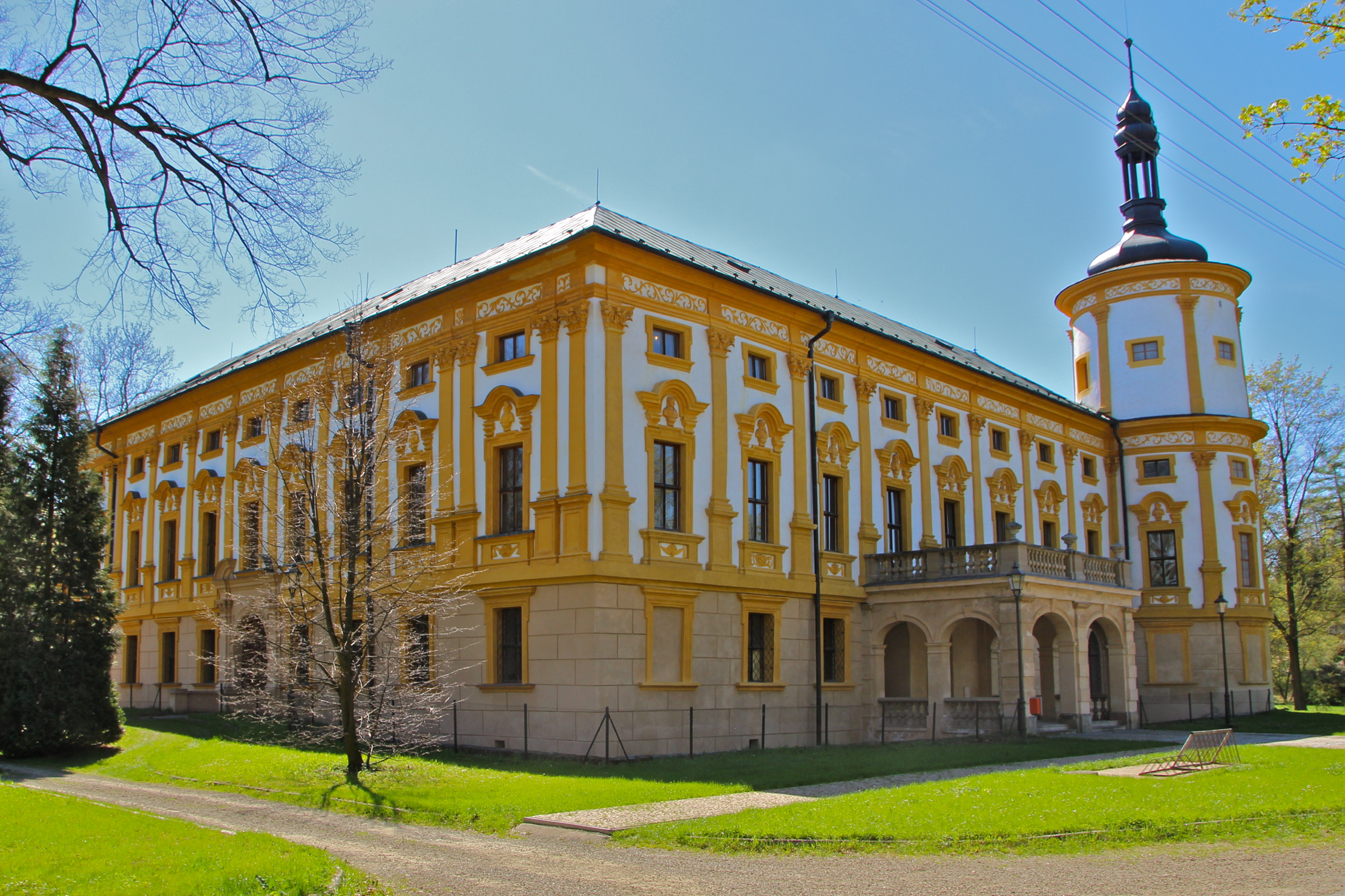
Château de Linhartovy.
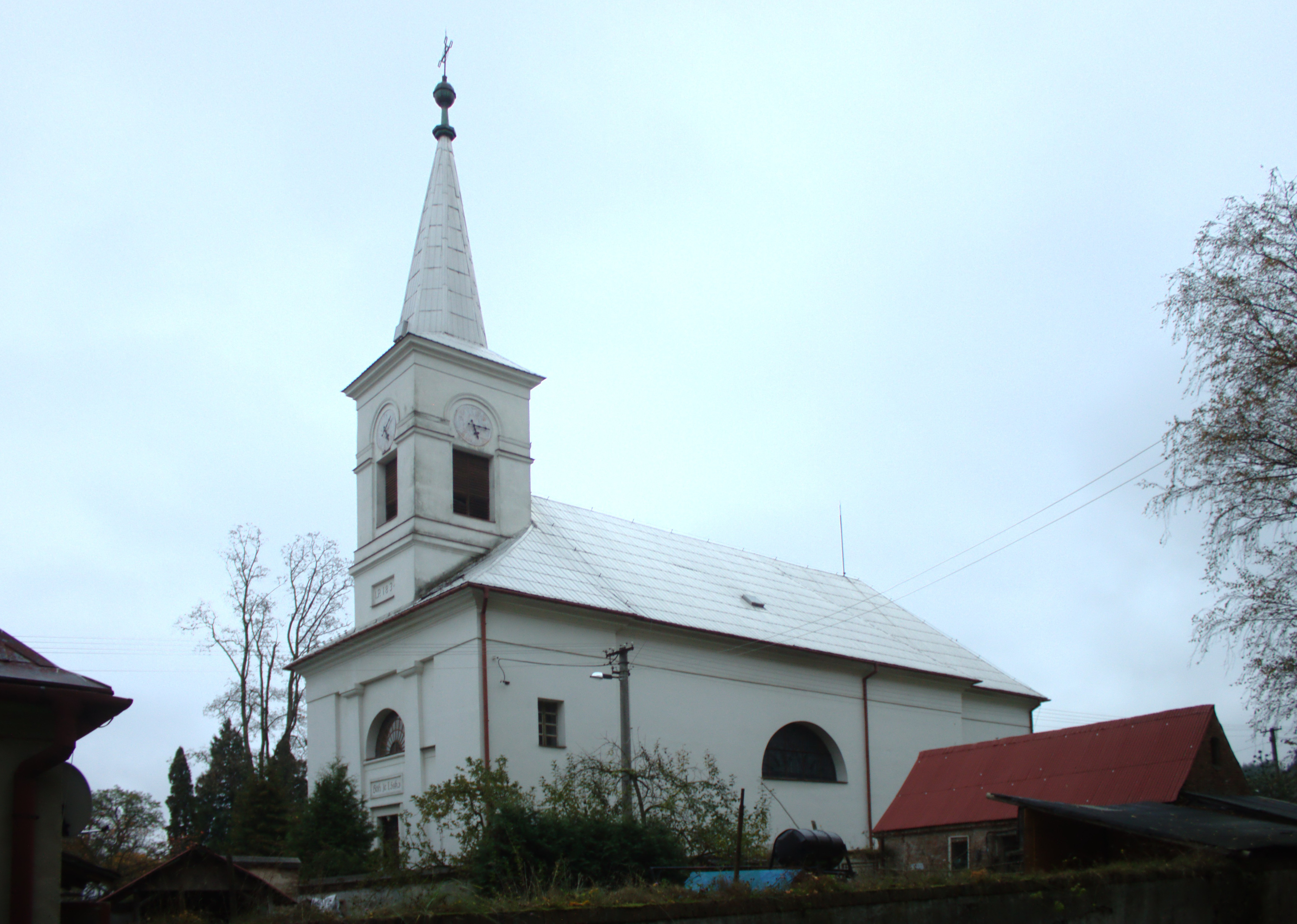
Église de Linhartovy.

## Transports
Par la route, Město Albrechtice se trouve à 34 km de Bruntál, à 78 km d'Ostrava et à 288 km de Prague.

## Jumelages
- Biała Prudnicka (Pologne)
- Głubczyce (Pologne)
- Komprachcice (Pologne)
- Lubrza (Opole) (Pologne)
- Precenicco (Italie)
- Prudnik (Pologne)